# Нордік Про
Нордік Про — щорічне змагання з бодібілдингу, одне з найважливіших спортивних подій (серед культуристів) в Європі. Проходить щороку (з 2012) в місті Лахті, Фінляндія.

## Переможці
| Рік  | Переможець          | Місце проведення |
| ---- | ------------------- | ---------------- |
| 2012 | Роберт Петриковіч   | Лахті, Фінляндія |
| 2013 | Байтоллах Аббаспур  | Лахті, Фінляндія |
| 2014 | Початок — 11 жовтня | Лахті, Фінляндія |